# КАМАЗ 5410
КамАЗ-5410 (6х4) — автомобіль, сідловий тягач. Випускався Камським автомобільним заводом на базі автомобіля КАМАЗ 5320 з 1976 року по 2002 рік.
Кабіна — трьохмісна, цільнометалева з спальним місцем, відкидається вперед. Кабіна обладнана місцями кріплення ременів безпеки для водія та пасажирів. Двигун 10,85 л V8 КамАЗ-740.10 потужністю 210 к.с. крутним моментом 637 Нм. Коробка передач 5-ст. механічна. Шини 9.00R20 (260R508).
У НДР імпортували вантажівки КамАЗ-5410 в 1978-1983 роках, це були частково модернізовані транспортні засоби. Ці транспортні засоби мали позначення КамАЗ-5410H.

## Технічні дані

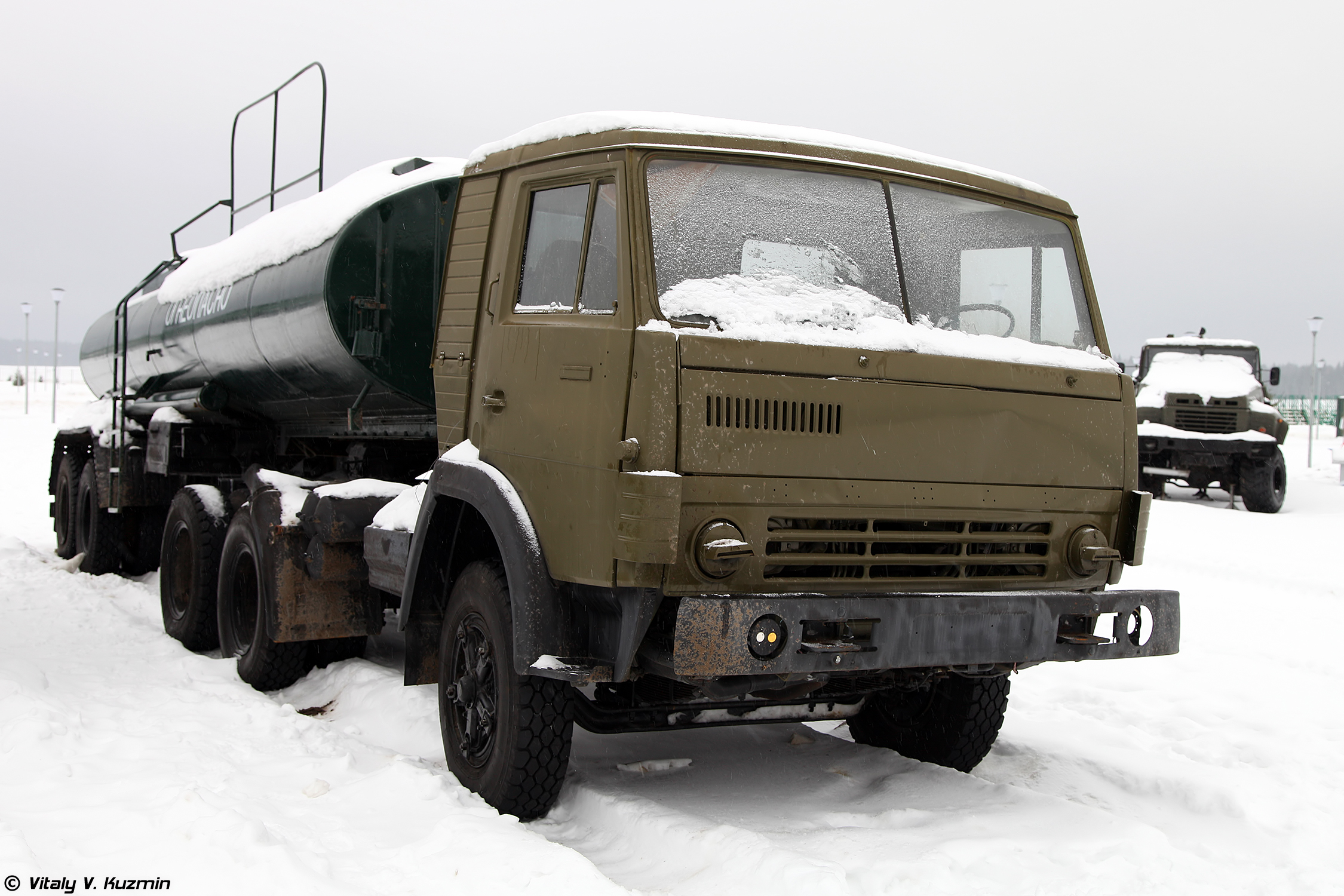
КамАЗ-5410 у військовій службі

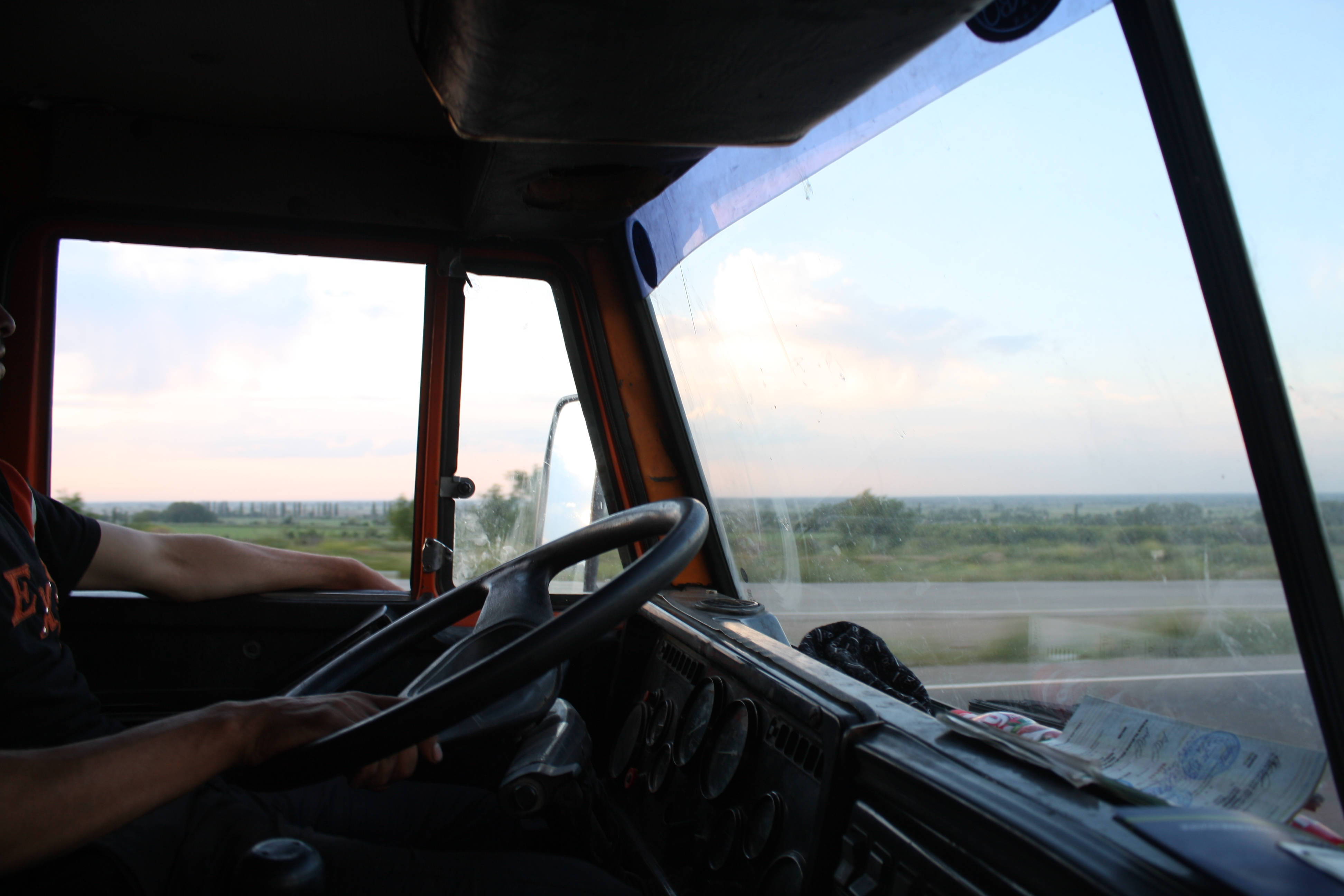

| Параметр                                                       | Параметр                                                       | Характеристика                                | Характеристика                                |
| -------------------------------------------------------------- | -------------------------------------------------------------- | --------------------------------------------- | --------------------------------------------- |
| Навантаження на сидільно-сцепний пристрій, кг·с                | Навантаження на сидільно-сцепний пристрій, кг·с                | 8100                                          | 8100                                          |
| Допустима маса напівпричепа, кг                                | Допустима маса напівпричепа, кг                                | 19100                                         | 19100                                         |
| Власна маса, кг                                                | на передню вісь                                                | 3500                                          | 6800                                          |
| Власна маса, кг                                                | на візок                                                       | 3300                                          | 6800                                          |
| Повна маса тягача при навантаженні на сідло 8100 кг·с, кг      | на передню вісь                                                | 4165                                          | 15125                                         |
| Повна маса тягача при навантаженні на сідло 8100 кг·с, кг      | на візок                                                       | 10960                                         | 15125                                         |
| Максимальна швидкість автопоїзда, км/год                       | Максимальна швидкість автопоїзда, км/год                       | 80                                            | 80                                            |
| Гальмівний шлях автопоїзда при швидкості 40 км/год, м          | Гальмівний шлях автопоїзда при швидкості 40 км/год, м          | 21,1                                          | 21,1                                          |
| Контрольна витрата палива при швидкості 30-40 км/год, л/100 км | Контрольна витрата палива при швидкості 30-40 км/год, л/100 км | 35                                            | 35                                            |
| Сидільно-сцепний пристрій                                      | Сидільно-сцепний пристрій                                      | напівавтоматичний з двома ступенями вільності | напівавтоматичний з двома ступенями вільності |
| Маса сидільно-сцепного пристрою, кг                            | Маса сидільно-сцепного пристрою, кг                            | 200                                           | 200                                           |
| Інші характеристики такі ж, як і в автомобіля КАМАЗ 5320       |                                                                |                                               |                                               |